# Деструктивный культ
Деструкти́вный ку́льт, деструкти́вная се́кта (англ. destructive cult) или се́кта-уби́йца — термин, используемый социологами, психологами, криминалистами, публицистами, богословами по отношению к религиозным, неорелигиозным и другим группам и организациям, причинившим (причиняющим) вред обществу или своим членам (материальный, психологический, моральный, физический), а также подозреваемым в потенциальной опасности причинения такого вреда. Большая энциклопедия «Терра» рассматривает данное понятие как крайнюю форму тоталитарной секты, когда подобные секты обвиняются в доведении до самоубийства и убийствах людей.

## История понятия
Во французском языке в форме термин фр. secte destructive был распространён, по крайней мере, с начала XIX века.
В английский язык словосочетание англ. destructive cult (букв. деструктивный культ) широко вошло во второй половине XX века.

## История появления понятия в русском языке поИ. Я. Кантерову[2]
В начале 1990-х годов в России появилось большое количество новых для страны религиозных организаций и сект в частности. За пределами постсоветского пространства с таким явлением в 1960-е годы столкнулись США, а затем - страны Западной Европы. В России религиозные новообразования появлялись и распространялись в основном в результате усилий иностранных миссионеров, но некоторые неорелигиозные объединения зародились исключительно на российской почве.
После появления новых религиозных движений возникла проблема их наименования. Традиционно такая проблема решается посредством отнесения новых религиозных образований к какой-то уже существующей религиозной традиции либо (если религиозное новообразование не вмещаются в принятую типологизацию) его включают в новый тип религиозных организаций. Классификация религий является сложным и ответственным делом, так как причисление конкретной группы или общества верующих к категории, носящей негативный оттенок, служит причиной дискриминации и даже преследований. Именно по этой причине в научном религиоведении и социологии религии классификация религии является важнейшей и сложнейшей проблемой.
В начале 1990-х годов в России вошла в моду методология классификации новых религиозных образований, главным образом заимствованная из трудов западных социологов, психологов и протестантских богословов. Их труды были опубликованы на русском языке и начался процесс перенимания используемой ими для описания религиозных и неорелигиозных групп терминологии. В широкий оборот вошли такие термины, как «культ», использовавшийся с начала XX века в США и Великобритании для обозначения либо нетрадиционных религиозных объединений, либо отклонившихся от догматики исторического христианства. В образовавшемся термине «деструктивный культ» акцент был перенесён на вред личности, семье и обществу в целом. Поскольку среди исследователей не существует единого определения чётких и устойчивых признаков «культа» и «деструктивного культа», то в круг деструктивных культов в СМИ и околорелигиозной публицистике зачастую относится множество самых разнообразных религиозных вероучений и образований.

## Признаки деструктивного культа
Согласно определению, принятому в антикультовом движении, деструктивный культ — это группа или движение, демонстрирующая значительную, глубокую или чрезмерную приверженность либо увлечённость, преданность определённому человеку, идее или вещи и использующие неэтичные манипулятивные методики убеждения и управления (например, изоляция от бывших друзей и семьи, истощение тела, применение специальных методов, разработанных с целью усиления внушаемости и слепого повиновения, мощное групповое давление, управление информацией, временное отключение индивидуальности или приостановка действия критического здравого смысла, поощрение полной зависимости от группы и боязни её покинуть и т. д.), предназначенные для того, чтобы способствовать реализации целей лидеров группы с фактическим или возможным ущербом для членов данной организации, их семей или общества.
Согласно антикультовой литературе, деструктивные культы представляют собой религиозные и неорелигиозные объединения, которые практикуют «промывание мозгов» и «управление сознанием» своих последователей, их члены обвиняются в доведении до самоубийства и убийствах других людей. Часть авторов другого — контркультового — направления отмечает, что для вероучения некоторых деструктивных культов характерно апокалиптическое ожидание скорого Конца света и Последнего Суда, что иногда является толчком для совершения убийств и самоубийств. По мнению священнослужителей, апокалиптические настроения могут возникать и в традиционных христианских течениях, например православии, служа исходным материалом для возникновения псевдоправославных деструктивных сект.
В своих трудах критики культов указывают на то, что руководители деструктивных культов часто являются личностями психопатического склада со склонностью к доминированию и психологическому насилию. По мнению большинства критиков, лидеры культов имеют материальную или политическую заинтересованность в подчинении большого количества людей и используют такие методы воздействия на своих последователей, как «промывание мозгов», наркотики, секс, групповые «радения», лишение свободного времени, ограничение внешних контактов и пр.
Как общий признак деструктивных сект отмечается их конфронтация с традиционными религиозными воззрениями и вероучениями и церквами и сектами.
Среди критиков пока не существует единой точки зрения относительно того, являются ли террористические и военизированные организации деструктивными культами. Некоторые авторы относят к деструктивным культам исламистов и Армию сопротивления Господа. Деструктивными культами также иногда именуют такие военизированные группы, как Тамильские Тигры и Аль-Каида.

## Употребление термина
В 1996 году Европейский парламент в своём решении постановил, что свобода религии не должна нарушать прав человека. Им была дана рекомендация руководителям государств - членов Совета Европы не предоставлять и в определённых случаях отзывать статус «религиозное объединение» у нетрадиционных сект деструктивной направленности.
В 2006 году кандидат богословия, кандидат философских наук, доцент кафедры библеистики ПСТГУ, ответственный секретарь Совета по теологии УМО по классическому университетскому образованию иерей К. О. Польсков подчеркнул, что в случае, если государство самоустраняется «от участия в создании адекватной системы традиционного конфессионального обучения» и отказывается «от возможности теологического образования в государственных вузах», то это приводит к потере действенных рычагов в нравственном воспитанием молодёжи, «к неготовности государства противостоять проявлениям крайнего религиозного фундаментализма, тоталитарным сектам, демоническим и иным деструктивным культам», которые, как указывает Польсков, осуществляют на территории Российской Федерации «хорошо спланированную антигосударственную деятельность».
В 2006 году кандидат педагогических наук, доцент кафедры социальной психологии Санкт-Петербургского гуманитарного университета профсоюзов Н. А. Леванькова отмечала, что во время случившегося 1990-е годы бурного социального реформирования «произошёл стремительный отрыв общества от тех духовных исторических корней, которыми оно держалось и питалось», что привело к возникновению «бездуховности и безыдейности», а российское общество впало «в опасное состояние временной утраты способности противостоять идеологической интервенции со стороны деструктивных тоталитарных сообществ». Ей определены ясно обозначившиеся взаимосвязи новых общественных условий и направлений воспитания в семье, к которым среди прочего отнесены криминализация общества и «распространение идеологически окрашенных деструктивных движений, культов, сект».
В 2008 году религиовед, философ, культуролог и правовед И. А. Арзуманов указывал, что «Понятийное определение угроз религиознообусловленной толерантности, как правило, ограничивается терминами „секта“, „деструктивный культ“, „тоталитарная религиозная секта“, увязываемыми и с проблемой религиозного экстремизма».
В 2009 году по итогам расширенного заседания Комиссии Общественной палаты Российской Федерации по общественному контролю за деятельностью правоохранительных органов и реформированием судебно-правовой системы в резолюции «О мерах по противодействию различным формам насилия над детьми» от 27 января 2009 года была дана рекомендация Правительству Российской Федерации ввести в уголовное законодательство определение понятия «тоталитарная секта» («деструктивный культ») и установление уголовной ответственности за их деятельность.
В 2009 году кандидат социологических наук, доктор политических наук, профессор кафедры гуманитарных и социальных дисциплин Старооскольского филиала Воронежского государственного университета, заместитель начальника департамента образования, культуры и молодёжной политики Правительства Белгородской области — начальник управления по делам молодёжи Белгородской области Беспаленко П. Н. и доктор философских наук, профессор и заведующий кафедрой философии БелГУ В. П. Римский подчёркивали, что для всех тоталитарных сект целью является «не только завербовать ничего не подозревающих граждан, но и получить доступ к влиянию на власть». Исследователи отмечают, что тоталитарные секты «не стремятся к немедленной прибыли: они вкладывают средства в экономику стран, дают значительное „благотворительное пособие“ в валюте государственным чиновникам, наращивают своё влияние в СМИ». Это рассматривается, как религиозный фактор в духовной войне Запада против России, Украины и других стран бывшего СССР, использующийся для подрыва духовных и нравственных устоев. Беспаленко и Римский указывают, что с целью успешно внедрить в России самые опасные тоталитарные сект были проведены «„обработка“ и „операции по привлечению на свою сторону“ преподавательского состава школ и иных учебных заведений». Также они отмечали, что тоталитарные секты (деструктивные культы)делают усиленные попытки «проникнуть и внедриться в органы образования, здравоохранения, государственного управления, производства и коммерции». Учёные замечают, что у членов тоталитарных сект «формируется тоталитарное мировоззрение, что приводит к преобладанию групповых интересов над личными и развитию синдрома „мы/они“, разделяющего мир на два враждебных лагеря: „мы“ (культисты) и все остальные люди, не принадлежащие к данному культу». Отсюда происходит преобладание групповой воли над индивидуальной, а также «внушается чувство элитарности и взгляд на мир с позиции поляризованности: культ — хороший, мир вне культа — плохой, спасения в нём нет, а значит, и нет пути назад».. К числу наиболее известных деструктивных культов, которые действуют на территории стран СНГ, Беспаленко и Римский относят: Церковь унификации (муниты), Церковь саентологии (дианетика, Хаббард-колледжи), Трансцендентальная медитация (ТМ), «Белое братство», «Богородичный центр» (Марианская церковь); «Церковь последнего завета» (Виссарион); Шри Чинмой; «Дети бога» («Семья любви»); группы движения Нью эйдж (Новая Эра), сатанинские организации «Южный крест», «Чёрное братство».
В 2009 году кандидат психологических наук, доктор философских наук, профессор кафедры социально-гуманитарных дисциплин РАНХГиС при Президенте РФ (Брянский филиал), профессор и заведующий кафедрой психологии развития БирГСПА Д. Г. Курачёв отметил, что о деструктивных культах в России стали говорить всерьёз после прошедшей в начале перестройки волны интереса вообще к религии, как и в виде её экзотических, нетрадиционным форм. Так, он указал, что уже явно наметилось очень сдержанное и отрицательное отношение к нетрадиционным деструктивным культам со стороны государственной власти и широкого общественного мнения.
В 2010 году в журнале «Социологические исследования» Д. Г. Курачев отметил, что деструктивными культами называются религиозные группы, которые «используют методы манипулирования сознанием для вербовки и
ассимиляции членов, тотально контролируя своих адептов». Ещё он указывал на то, что большинство исследователей деструктивных культов основывается на умозрительных построениях и поверхностном наблюдении, а также «лишены эмпирико-верифицируемой базы с использованием методик в рамках конкретной культовой общности».
В 2012 году кандидат социологических наук, доцент кафедры истории и теории социологии социологического факультета МГУ имени М. В. Ломоносова С. О. Елишев подчеркнул, что если для традиционных для того или иного общества, культуры, нации или группы религий свойственно благоприятное влияние на жизнедеятельность общества, то деятельность целого ряда религиозных новообразований, которые усиленно распространяют своё влияние на молодёжь Запада и постсоветского пространства, в значительной имеет признаки антиобщественного и антигосударственного содержания, и по отношению к ним постепенно входят в научный обиход термины «тоталитарная секта» и «деструктивный культ». В качестве примера таких новообразований он приводит «Аум Синрикё, различные сатанинские культы и секты».

### Критика употребления термина
В 2001 году религиовед, профессор И. Я. Кантеров в статье «Деструктивные, тоталитарные и далее везде» в журнале «Религия и право» утверждал, что в западном и в российском законодательстве не существует какого-либо определения термина «деструктивный культ» или «деструктивная секта». Это понятие также практически не используется в научном религиоведении — вместо терминов «секта» и «культ» для обозначения религиозных организаций и групп, отличающихся по вероисповеданию от «традиционных» религий, в настоящее время широко применяется термин «новое религиозное движение» (НРД), популярность которому обеспечили труды английского социолога профессора Айлин Баркер. На Западе НРД вначале воспринимались настороженно, но за последние двадцать лет отношение к ним заметно улучшилось. Большинство из них социально адаптировалось и вписалось в современное общество, заполняя незанятые традиционными Церквями ниши.
В 2001 году Кантеров в журнале «Религия и право» высказывает уверенность в бессодержательности понятий «деструктивная секта» и «тоталитарная секта». В силу размытости определяющих характеристик к «деструктивным культам» и «тоталитарным сектам» «можно причислить практически любое религиозное новообразование, религиозно-философское учение, культурно-образовательное учреждение», считает Кантеров. По его мнению, термины «деструктивный культ» и «тоталитарная секта» используются главным образом с идеологическими целями — для создания негативного образа религиозных объединений. В то же время сам Кантеров открыто использовал термин в своих публикациях, изданных в советское время.
В 1995 году профессор Айлин Баркер отметила, что антикультовое движение в своей критике «деструктивных культов» обобщает все новые религиозные движения, при этом «нарушения в деятельности одного движения автоматически приписываются деятельности всех остальных». Критические же аргументы против такой точки зрения антикультовое движение чаще всего игнорирует.
В 1997 году религиовед Н. А. Трофимчук высказал мнение, что термин «деструктивные культы» во многом политический и по сути сводящийся к фразе «кто не с нами, тот против нас».
В 1998 году Судебная палата по информационным спорам при Президенте РФ отметила в своём рекомендательном решении, что понятие «секта» даже без дополнения «деструктивная» содержит «безусловно, негативную смысловую нагрузку, способную оскорбить чувства верующих».
В 2000 году социолог религии М. С. Штерин, ранее выступавший в качестве эксперта-свидетеля со стороны истцов в судебном процессе против А. Л. Дворкина, отметил, что ярлык «деструктивный культ» в России и некоторых других странах используются для любого нового религиозного движения из-за уверенности в том, что оно обязательно имеет негативные качества. Также Штерин охарактеризовал термин как «социальное оружие», нацеленное на политические изменения, что приводит к тому, что термин «вряд ли можно считать полезным инструментом в научных исследованиях».
В 2000 году религиовед Л. Н. Митрохин высказал мнение, что нетрадиционные религии в России «фигурируют под научно неприемлемыми наименованиями „тоталитарные секты“, „деструктивные культы“».
В 2003 году религиовед Б. З. Фаликов посчитал, что, как правило, в список «тоталитарных сект» и «деструктивных культов» «входят практически все известные новые религиозные движения», в результате чего «проблема отбора отпадает сама собой». По мнению религиоведа, всё это является не проявлением заботы «о духовном и психическом здоровье населения», а попыткой «избавить от успешных конкурентов традиционные религии, отяжелевшие под грузом лет и растерявшие миссионерскую прыть».
В 2003 году Уполномоченный по правам человека в РФ, доктор юридических наук, профессор Олег Миронов рассмотрел по жалобе пастора адвентистов седьмого дня из Костромы ряд документов Министерства юстиции и в докладе о своей деятельности высказал к ним замечания из-за, по его оценке, некорректного использования в них таких понятий, как «деструктивные, тоталитарные, нетрадиционные культы и секты», указав на отсутствие их правовых определений и на отсутствие терминов в нормативных актах, регулирующих деятельность религиозных объединений.
В 2003 году профессор кафедры истории и регионоведения Томского политехнического университета Л. И. Сосковец отметила, что в 90-е годы деструктивными культами «были названы практически все новые для России религиозные образования», в том числе не только некоторые «действительно одиозные» (Аум Синрикё, Ананда Марга) и псевдорелигиозные (Церковь сайентологии), но много других (Церковь объединения, Международное общество сознания Кришны, Богородичный центр, Белое братство), мормоны, методисты, иеговисты, включая даже пятидесятников. Про методистов и иеговистов исследовательница отмечает, что они существовали в России ещё в конце XIX века, так же, как и бахаисты с большим множеством её приверженцев. Также, по мнению Сосковец, РПЦ «в целом выиграла» устроенную ей кампанию против «деструктивных культов», хотя большую роль сыграли субъективные и объективные факторы, не позволившие состояться буму «нетрадиционных религий»..
В 2004 году к. ф. н., доцент Воронежского филиала Современной гуманитарной академии журналист Михаил Жеребятьев и к. ф. н. Всеволод Феррони в своём анализе НРД в сборнике ИАЦ «Сова» «Пределы светскости. Общественная дискуссия о принципе светскости государства и о путях реализации свободы совести» отмечают, что словосочетание «деструктивный культ» применяется «антикультистски ориентированными исследователями» вместо термина «новое религиозное движение».
В 2006 году религиовед, профессор кафедры социологии и управления социальными процессами АТиСО Е. С. Элбакян в своём экспертном заключении о деятельности организации «Новый Акрополь», размещённом в интернет-издании Портал-Credo.Ru, написала, что понятия «деструктивный культ» или «деструктивная секта» абсолютно неприменимы к организации «Новый Акрополь», поскольку считает, что термины «деструктивные секты и культы» в научном религиоведении характеризуются как антинаучные и необъективные, поэтому в научном религиоведении они не применяются.
В 2007 году С. А. Попов, член Комитета Государственной думы РФ по конституционному законодательству и государственному строительству, по поводу произошедшего при участии организации Богородичный центр инцидента в Липецке отметил, что понятие тоталитарных, или деструктивных сект «до сих пор не имеет корректного юридического определения, остаётся термином журналистского лексикона». Отсюда Попов делает вывод что для принятия необходимых правоохранительных мер против подобных организаций «нужно предъявить чётко выявленные и документированные факты нарушения устава, факты принуждения, психологического насилия над свободой совести». В противном случае он полагает, что если таковые «не установлены и не предъявлены, то действует не закон, а идеологическое предпочтение, то есть беззаконие».
В 2009 году кандидат юридических наук, доцент Р. Н. Муру и аспирант А. А. Со отметили, что в настоящее время вследствие «религиоведческой безграмотности» деструктивными культами обычно называют «все те религиозные объединения, которые представляют интересы религиозного меньшинства» и имеют отличающуюся от традиционных религий структуру. Они считают, что действующее законодательство России обладает достаточным набором средств для воздействия на объединения связанные с «нарушением прав и свобод человека, посягательством на безопасность личности, общества и государства». Они также отмечают, что использование «объединениями агрессивных методов воздействия на личность (гипноз, кодирование, употребление медикаментов и прочее), принуждение к разрушению семьи, нарушение общественной безопасности и иные незаконные действия влекут за собой ответственность, предусмотренную законодательством о свободе совести и противодействии экстремистской деятельности».
В 2011 году доктор социологических наук, профессор С. И. Самыгин высказал мнение, что термин «деструктивный культ» находится полностью вне научной сферы и не должен там появляться. Также он отметил, что термин используется антикультовым движением, и что в США он тождественен термину «тоталитарная секта».
В 2011 году социолог М. Ю. Смирнов отметил, что понятие «деструктивные» в контексте новых религиозных движений связано с идеологическим пафосом и находится вне области науки и объективных аргументов.
В 2013 году председатель правления некоммерческого партнёрства Гильдии экспертов по религии и праву, заместитель директора Института религии и права главный редактор журнала «Юридическое религиоведение», юрист некоммерческого партнёрства Славянского правового центра И. В. Загребина отметила предвзятость и необъективность понятия «деструктивный культ» при использовании его в религиоведческой экспертизе. Также Загребина отметила то, что некоторые старые и новые известные «религиозные образования» отрицают сам термин «культ», и то, что разрушительный аспект в религиозных организациях бывает «чрезвычайно редко», в то же время «наибольшая общественная опасность чаще всего связана именно с созидательной установкой, вопрос лишь в том, что созидается».
В 2013 году уполномоченный по правам человека в РФ Владимир Лукин написал в докладе о своей деятельности за прошлый год, что «обличительные определения, такие как „деструктивный“, „тоталитарная секта“ не имеют никакого правового содержания, не предусмотрены законом, а значит, недопустимы в публичных выступлениях должностных лиц и в официальных публикациях государственных органов».
В 2014 году кандидат исторических наук В. Б. Яшин указывал, что значительная часть современных научных публикаций на тему НРД является «информационным шумом», состоящим из «публикаций-клонов, в которых отсутствует какая бы то ни было научная новизна, но бесконечно повторяются (зачастую дословно) одни и те же клишированные формулы по поводу „тоталитарных сект“, „деструктивных культов“, „зомбирования“ и тому подобные штампы, уместные в пропагандистских текстах, но не в академических изданиях».

### Энциклопедии
- Тоталитарная секта // Большая энциклопедия: В 62 томах. — М.: Терра, 2006. — Т. 50. — С. 427, 435. — 592 с. — ISBN 5-273-00432-2.

### Научная
- Абдулганеев Р. Р. Деструктивные культы и тоталитарные секты как источник религиозного экстремизма // Юридическая наука. — 2012. — № 1.
- Арзуманов И. А. — кандидат философских наук, доктор культурологии, профессор кафедры теории и истории государства и права ЮИ ИГУ
  - Арзуманов И. А. Религиозная инновация: понятийно-семантический контекст (на примере конфессионального пространства Центрально-Азиатского региона) // СОЦИОНАВТИКА — интернет-журнал социальных дискурс-исследований. Архивировано из оригинала 26 декабря 2007 года.
  - Арзуманов И. А. Культурно-правовые детерминанты трансформации религиозного пространства Байкальского региона // Научные ведомости Белгородского государственного университета. Серия: Философия. Социология. Право. — Белгород: Белгородский государственный университет, 2008. — Т. 14, № 6. — С. 106—116.
- Баркер А. Научное изучение религии? Вы, должно быть, шутите! // Религиоведение. — Благовещенск: Амурский государственный университет, 2003. — № 4. — С. 93—113. — ISSN 2072-8662.
- Беспаленко П. Н. — кандидат социологических наук, доктор политических наук, профессор кафедры гуманитарных и социальных дисциплин Старооскольского филиала Воронежского государственного университета, заместитель начальника департамента образования, культуры и молодёжной политики Правительства Белгородской области - начальник управления по делам молодёжи Белгородской области, Римский В. П. — доктор философских наук, профессор и заведующий кафедрой философии БелГУ
  - Беспаленко П. Н., Римский В. П. Политико-идеологические и социокультурные основания типологии нетрадиционных религий // Известия Тульского государственного университета. Гуманитарные науки. — Тула: Тульский государственный университет, 2009. — № 1. — С. 3—13.
- Бирюков В. Ю. — кандидат философских наук, сотрудник лаборатории прикладной информатики СПбИИА РАН
  - Бирюков В. Ю. Системный анализ государственной политики России в отношении нетрадиционных религиозных организаций: история вопроса, современное состояние и тенденции развития // Известия Российского государственного педагогического университета им. А. И. Герцена. — СПб.: РГПУ имени А. И. Герцена, 2008. — № 65.
  - Бирюков В. Ю. Нетрадиционные религиозные объединения: выявление потенциала деструктивности и анализ угроз / Сев.-Зап. акад. гос. службы, С.-Петерб. ин-т информатики и автоматизации РАН.. — СПб.: Наука, : Изд-во Северо- Западной академии государственной службы (СЗАГС), 2009. — 287 с. — ISBN 978-5-02-025383-4.
- Васильева Е. Н. «Культ» и «секта»: проблема разграничения // Научно-теоретический журнал «Религиоведение». — 2007. — № 3. — С. 86—92. Архивировано из оригинала 23 мая 2013 года.
- Вершинин М. В. К вопросу об использовании информации о деятельности деструктивных культов и сект//«ПСИ-ФАКТОР», 17.11.2001 копия
- Веснина Л. Е. — кандидат филологических наук, старший преподаватель кафедры риторики и межкультурной коммуникации Уральского государственного педагогического университета.
  - Веснина Л. Е. Коммуникативная стратегия запугивания в текстах религиозной организации «Свидетели Иеговы» // Политическая лингвистика. — 2012. — Т. 2012, № 2. — С. 66—70.
- Волков Е. Н.
  - Волков Е. Н. Преступный вызов практической психологии: феномен деструктивных культов и контроля сознания (введение в проблему) // Журнал практического психолога. М.: Фолиум. 1996. № 2. С. 87-93.
  - Волков Е. Н. Методы вербовки и контроля сознания в деструктивных культах // Журнал практического психолога. М.: Фолиум. 1996. № 3. С. 76-82.
  - Волков Е. Н. Проблемы защиты семьи от психологической и духовной агрессии деструктивных культов//Семья в новых социально-экономических условиях. Материалы Международной научно-практической конференции: 2-10 октября 1997 г. Том 1 / Под ред. проф. З. Х. Саралиевой. — Нижний Новгород: Изд-во ННГУ, 1998. — 409 с. — С. 24-29.
- Джиамбалво К. Консультирование о выходе: Семейное воздействие. Как помогать близким, попавшим в деструктивный культ./ Пер. с англ. — Нижний Новгород: ННГУ, 1995. — 118 с. (Перевод Е. Волкова, И. Волковой).
- Елишев С. О. — кандидат социологических наук, доцент кафедры истории и теории социологии социологического факультета МГУ имени М. В. Ломоносова
  - Елишев С. О. Институт религиозных конфессий и организаций с позиций русской политологической школы // Электронное научное издание «Альманах „Пространство и Время“». — 2012. — Т. 1, вып. 2. — С. 1—7.
- Загребина И. В. От невежества к мнимому экстремизму: проблемы религиоведческой экспертизы в России // Государство, религия, Церковь в России и за рубежом. — М.: Издательский дом "Дело" РАНХиГС при Президенте РФ, 2013. — № 2 (31). — С. 159—176. — ISSN 2073-7203. Архивировано 1 февраля 2014 года.
- Кантеров И. Я
  - Кантеров И. Я «Деструктивные», «тоталитарные»… и далее везде (возникновение новых религиозных организаций) // Религия и право. Информационно-аналитический журнал. — М., 2002, № 1. — С. 27-29
  - Кантеров И. Я Религиозные меньшинства как объект серьёзного изучения, а не стигматизации // Независимый психиатрический журнал, № 4-2004
- Кондратьев Ф. В. Современные культовые новообразования («секты»)как психолого-психиатрическая проблема. Белгород.: Миссионерский отдел МП РПЦ, 1999
- Кузьмин А. В. Деструктивные формы социализации молодёжи в нетрадиционных религиозных организациях и сектах / А. В. Кузьмин // Известия Саратовского университета. Новая серия, Сер.: Философия. Психология. Педагогика. — 2011. — Вып. 1. — С. 16-21.
- Курачев Д. Г. — кандидат психологических наук, доктор философских наук, профессор кафедры социально-гуманитарных дисциплин РАНХГиС при Президенте РФ (Брянский филиал), профессор и заведующий кафедрой психологии развития БирГСПА
  - Курачев Д. Г. Традиционные и нетрадиционные религии в ракурсе дифференцированного подхода // Проблемный анализ и государственно-управленческое проектирование. — 2009. — Т. 2, № 4. — С. 113—119.
  - Курачев Д. Г. Самосознание молодых приверженцев культа кришнаитов // Социологические исследования. — М.: Институт социологии РАН, 2010. — № 9. — С. 99—107. Архивировано из оригинала 2 февраля 2014 года.
- Кучмистов К. С. Психологические факты включённости личности в деструктивные секты: к постановке проблемы // Вестник Адыгейского государственного университета. Серия 3: Педагогика и психология. — Майкоп: Адыгейский государственный университет, 2013. — № 1.
- Кучмистов К. С., Сергеев А. А. Исследование взаимосвязи  ценностных ориентаций личности и предрасположенности к манипулятивному воздействию со стороны организаций с признаками деструктивных культов // Вестник Волгоградского государственного университета. Сер. 11, Естественные науки.. — Волгоград: Волгоградский государственный университет, 2013. — № 2 (6). — С. 86—90. — ISSN 2306-4153. Архивировано 2 февраля 2014 года.
- Леванькова Н. А. — кандидат педагогических  наук, доцент кафедры социальной психологии Санкт-Петербургского гуманитарного университета профсоюзов.
  - Леванькова Н. А. Роль муниципального социально-культурного учреждения в формировании педагогической культуры семьи // Известия Российского государственного педагогического университета имени А. И. Герцена. — СПб.: РГПУ имени А. И. Герцена, 2006. — Т. 3, № 20. — С. 113—119.
- Ліщинська О. А. — доктор психологических наук, профессор и заведующая кафедрой социальной психологии Прикарпатского национального университета имени Василия Стефаника
  - Ліщинська О. А. Соціально-психологічні параметри і критерії визначення деструктивних впливів у спільноті та на спільноту // Проблеми політичної психології та її роль у становленні громадянина Української держави / За заг. ред. М. М. Слюсаревського. К., 2008. — Вип. 7. — С.238-248.
  - Ліщинська О. А. Суб'єктивна інтерпретація фактів у процесі соціального пізнання як ресурс експлуатації в деструктивному культі // Психологія особистості. — 2011. — № 1 (2). — С. 99—106. (копия статьи (недоступная ссылка))
- Лири Т., Стюарт М. Технологии изменения сознания в деструктивных культах. Перевод с англ. «Janusbooks» / Под ред. И. Митрофановой. — С-Пб: «Экслибрис», 2002. — 224 с.
- Лифтон Р. Технология «промывки мозгов»: Психология тоталитаризма. — СПб.: Прайм-Еврознак, 2005.
- Мороз, А. А. Деструктивные тоталитарные секты в современной России / свящ. Алексий Мороз, А. Н. Швечиков; Федер. агентство по образованию, Гос. образоват. учреждение высш. проф. образования «С.-Петерб. гос. ун-т технологии и дизайна», Межвуз. центр гуманитар. образования по религоведению. — Санкт-Петербург : ИПЦ СПбГУТД, 2005 (СПб. : Тип. СПбГУТД). — 267 с. : табл.; 20 см. ISBN 5-7937-0173-7
- Муру Р. Н., Со А. А. Правовое определения понятия «секта» // Власть. — М.: Редакция журнала «Власть», 2009. — № 5. — С. 85—88. — ISSN 2071-5358. Архивировано из оригинала 30 марта 2013 года.
- Никитин В. А. — кандидат исторических наук, доцент кафедры религиоведения РГПУ имени А. И. Герцена
  - Никитин В. А. «Тоталитарные секты»: как с ними бороться? // Здравый смысл. — 2000/2001. — № 1 (18). — С. 16-19.
- Овчаров О. А. — кандидат юридических наук, преподаватель кафедры военной администрации, административного и финансового права Военного университета, подполковник юстиции.
  - Овчаров О. А. Духовно-правовые основы укрепления государственной обороны // Аналитический вестник Вып. 10 Актуальные вопросы военного управления и строительства М.: Аналитическое управление Аппарата Государственной Думы Федерального Собрания Российской Федерации, 2008
- Орел Н. Психологические механизмы влияния тоталитарных групп на личность: профилактика и преодоление зависимости // Контроль сознания и методы подавления личности: Хрестоматия — / Сост. К. В. Сельченок. — Мн.: Харвест, М.: ООО «Издательство ACT», 2001. — 624 с. — (Библиотека практической психологии). — С. 413—443. ISBN 985-13-0356-9 (Харвест) ISBN 5-17-007318-6 (ACT)
- Полищук Ю. И. Влияние деструктивных религиозных сект на психическое здоровье и личность человека // Журнал практического психолога. М.: Фолиум. 1997. № 1. С. 93-97.
- Польсков К. О. — кандидат богословия, кандидат философских наук, доцент кафедры библеистики ПСТГУ, ответственный секретарь Совета по теологии УМО по классическому университетскому образованию. 
  - Польсков К. О. Теология и религиоведение в контексте возрождения гуманитарной науки в современной России // Вестник ПСТГУ IV: Педагогика. Психология. — 2006. — Вып. 3. — С. 20—27.
- Рыбаков Е. П. — кандидат философских наук, доцент кафедры философии и культурологии Калининградского государственного технического университета
  - Рыбаков Е. П. Сайентология как деструктивный религиозно-философский дискурс // Известия КГТУ. — Калининград: КГТУ, 2010. — № 17. — С. 185—189.
- Савенко Ю. С. Технологии использования психиатрии в немедицинских целях снова наготове // Независимый психиатрический журнал, № 4-2006
- Сердюк Е. А. Социальные угрозы деятельности деструктивных религиозных культов (недоступная ссылка)// Інтелект. Особистість. Цивілізація: Темат. зб. наук. праць із соціально-філософських проблем / гол. ред. О. О. Шубін. — Донецьк : ДонНУЕТ, 2011. — Вип. 9. — С. 175—182.
- Смирнов М. Ю. Будущее новых религиозных движений в России: неопределённость перспективы // Українське релігієзнавство  / гл. ред. А. М. Колодний. — Українська асоціація релігієзнавців, Інститут філософії ім. Г. С. Сковороди відділення релігієзнавства НАН України, 2011. — № 60. — С. 170—178. — ISSN 2306-3548. Архивировано из оригинала 4 апреля 2015 года.
- Сосковец Л. И. Религия и церковь в постсоветское время: тенденции и противоречия // Известия Томского политехнического университета. — Томск, 2003. — Т. 306, № 5. — С. 129—132. — ISSN 1684-8519.
- Хассен С. Освобождение от психологического насилия. — СПб.: Прайм-Еврознак, 2001. — 400 с. (Секреты психологии) ISBN 5-93878-020-9
- Филимонов Э. Г. Нетрадиционные культы тоталитарной направленности как фактор угрозы безопасности личности и общества // Государство, религия, Церковь в России и за рубежом. — 1995. — № 5.
- Целикова В. В. Групповое мышление как механизм влияния на личность в деструктивном культе // Журнал практического психолога. М.: Фолиум. 1997. № 1. С. 98-101.
- Чайкин В. Н. — кандидат социологических наук, член Нижегородского религиоведческого общества, социолог, специалист по новым религиозным движениям и государственно-конфессиональным отношениям.
  - Чайкин В. Н. Деструктивные культы в современной России.//Перспективы: Сборник научных статей аспирантов (Выпуск 7). — Н. Новгород: Изд-во НИСОЦ, 2007. — С. 109—114. ISBN 918-5-93116-083-2
  - Чайкин В. Н. Модель межинституционального противодействия организованным формам манипулирования и социально-психологической эксплуатации (деструктивным культам) // Вестник Нижегородского университета им. Н. И. Лобачевского: Серия. Социальные науки № 1(9). Н. Новгород: Изд-во ННГУ, 2008. — С. 144—149
  - Чайкин В. Н. Противодействие деструктивным культам со стороны Русской Православной Церкви и реабилитация пострадавших / В. Н. Чайкин// Вестник Нижегородского университета им. Н. И. Лобачевского: Серия. Социальные науки № 1(13) Н. Новгород: Изд-во ННГУ, 2009. С. 79-84
  - Чайкин В. Н. Средства массовой коммуникации как сфера противодействия деструктивным культам.// Материалы VIII Международной научной конференции «Государство, общество, церковь в истории России XX в» Иваново, 11-12 февр. 2009 в 2 ч.- Иваново: Иван. гос. ун-т, 2009.- Ч. 2. С. 153—155 ISBN 978-5-7807-0760-8
  - Чайкин В. Н. Государственный контроль за деятельностью нетрадиционных религиозных организаций и деструктивных культов: сравнение ситуации в РФ и других странах.// Сборник научных трудов «Социальные преобразования и социальные проблемы» Вып. 8. Н. Новгород НИСОЦ, 2009.- С.76-83 ISBN 978-5-93116-113-6
  - Чайкин, В. Н., Останин, А. В. Противодействие религиозному экстремизму со стороны духовных лидеров Ислама. / В. Н. Чайкин, А. В. Останин// Материалы XIII Нижегородской сессии молодых ученых. Гуманитарные науки. 19-23 октября 2008. Н. Новгород, 2009. С.-234-235. ISBN 978-5-93530-257-3
  - Чайкин В. Н. К вопросу о защите семей от деструктивных культов// Материалы III Всероссийской научно-практической конференции «Конфликты в социальной сфере и их регулирование» Казань, 2009 С.501-504 ISBN 978-5-94949-037-2
  - Чайкин В. Н. Сатанинские секты как источник преступного поведения (на примере Нижегородской области). РЕЛИГИИ ПОВОЛЖЬЯ: проблемы социального служения: Сборник материалов конференции. — Н. Новгород: Наука, 2009. С 221—225. ISBN 978-5-902818-23-6
  - Петрова И. Э., Чайкин В. Н. Религиоведение: Программа курса. Н. Новгород Нижегородского университета. 2008. — 23 с.
  - Чайкин В. Н. Формы манипулирования в негосударственных организациях с признаками деструктивных культов в Российской Федерации : автореферат дис. … кандидата социологических наук : 22.00.04 / Чайкин Владимир Николаевич; [Место защиты: Нижегор. гос. ун-т им. Н. И. Лобачевского]. — Нижний Новгород, 2011. — 24 с. копия автореферата
- Штерин М. С. Глава 5. Новые религиозные движения в России 1990-х годов // Старые церкви, новые верующие. Религия в массовом сознании постсоветской России / Под ред. проф. К. Каариайнен[фин.] и проф. Д. Е. Фурмана. — Летний сад, 2000. — С. 150—181. — 248 с. — ISBN 5-89740-046-6.
- Эгильский Е. Э., Матецкая А. В., Самыгин С. И. Новые религиозные движения. Современные нетрадиционные религии и эзотерические учения. — М.: КНОРУС, 2011. — 224 с. — ISBN 978-5-406-00282-7.
- Яшин В. Б. Актуальные проблемы исследований новых религиозных движений в Российской Федерации // Актуальная теология: материалы Всероссийской молодёжной научно-практической конференции (Омск, 30 мая 2014 г.) / отв. ред. Е. В. Кузьмина. — Омск: Изд-во Ом. гос. ун-та, 2014. — С. 150—160. — 283 с. — ISBN 978-5-7779-1725-6. Архивировано 28 января 2015 года.

### Публицистика
- Бурьянов С. Российские «сектоборцы» примеряют перчатки «силовых» структур//RSNews:: Информационно-аналитический портал новостей, 21 марта 2005.
- Лункин Р. Н. Театр антикультового абсурда//Портал-Credo.Ru, 29.12.2008 г.
- Ничик В. И. «Тоталитарные секты» — миф или реальность? За терминологической неопределенностью таится обыкновенная религиозная вражда.//Портал-Credo.Ru, 28.07.2005 г.
- Нежный А. Уроки сектоведения//газета «Московские новости», 12.01.1999 г.
- Фаликов Б. З. Анатомия мифа. Достижение цели негодными средствами ведет к её подмене//НГ-Религии, 11.04.2001
- Штерин М. Критический обзор методологии А. Дворкина